# Constancia (Uruguay)
Constancia, también conocida como La Constancia es una localidad uruguaya del departamento de Paysandú, y forma parte del municipio de Lorenzo Geyres.

## Ubicación
Constancia se encuentra localizada en las coordenadas 32°12′14″S 58°00′22″O / -32.20389, -58.00611, en la zona suroeste del departamento de Paysandú, próximo a las costas del arroyo Chingolo, y sobre la ruta 3 en su km 383. Dista 15 km al norte de la capital departamental Paysandú.

## Población
Según el censo de 2011 la localidad cuenta con una población de 331 habitantes.
| 227           | 331 |
| (Fuente: INE) |     |